# Stuw- en sluizencomplex Amerongen
Het Stuw- en sluiscomplex Amerongen is een waterstaatkundig kunstwerk gebouwd op de grens van de provincies Gelderland en Utrecht in Nederland. Het bestaat uit een stuw en een schutsluis. Later kwam er ook een vistrap bij. Het is gebouwd in de Nederrijn nabij Amerongen en Maurik volgens de CEMT-klasse Va. Bij dit stuwcomplex werd in 1988 een waterkrachtcentrale gebouwd met een vermogen van 10 MW.
Het Stuwcomplex Amerongen maakt deel uit van het Stuwenensemble Hagestein / Amerongen / Driel. Het ontwerpen van dit ensemble werd gestart in 1958 in het kader van verbetering van de waterhuishouding van Noord-Nederland en bevaarbaarheid van de Nederrijn. Er is geen relatie met de Deltawerken. In 1960 werd als eerste het Stuw- en sluizencomplex Hagestein opgeleverd. 1965 kwam het Stuw- en sluizencomplex Amerongen gereed. In 1970 werd het Stuw- en sluizencomplex Driel als laatste van dit unieke stuwenensemble opgeleverd.

## Stuw

### Doel
De stuw bij Amerongen moet de waterstand tussen Driel en Amerongen op peil houden. Als weinig water aangevoerd wordt via de Rijn dan zorgt het sluiten van de stuw ervoor dat het water in het achterland niet te laag komt te staan. Op die manier blijft voldoende zoetwater voor landbouw beschikbaar en blijft de vaarweg voldoende diep voor de scheepvaart. Bij te veel water kan de stuw uit de rivier gehaald worden zodat water snel richting Noordzee stroomt. Personeel kan dan aan de andere kant van de rivier komen via een kabel- en onderhoudstunnel onder de stuw door.
Elke stuw is hier voorzien van een zogenaamde vizierschuif: een halfronde klep met een gewicht van ongeveer 200 ton, hiervan zijn er twee. Deze schuif wordt met behulp van kabels geheven. De manier van bewegen van de schuif doet denken aan de klep voor het vizier van een oude ridderhelm.  De openingen zijn 2 × 48 m breed en de vrije doorvaarthoogte is NAP +17,4 m. De drempeldiepte van de stuw is NAP –2 m.

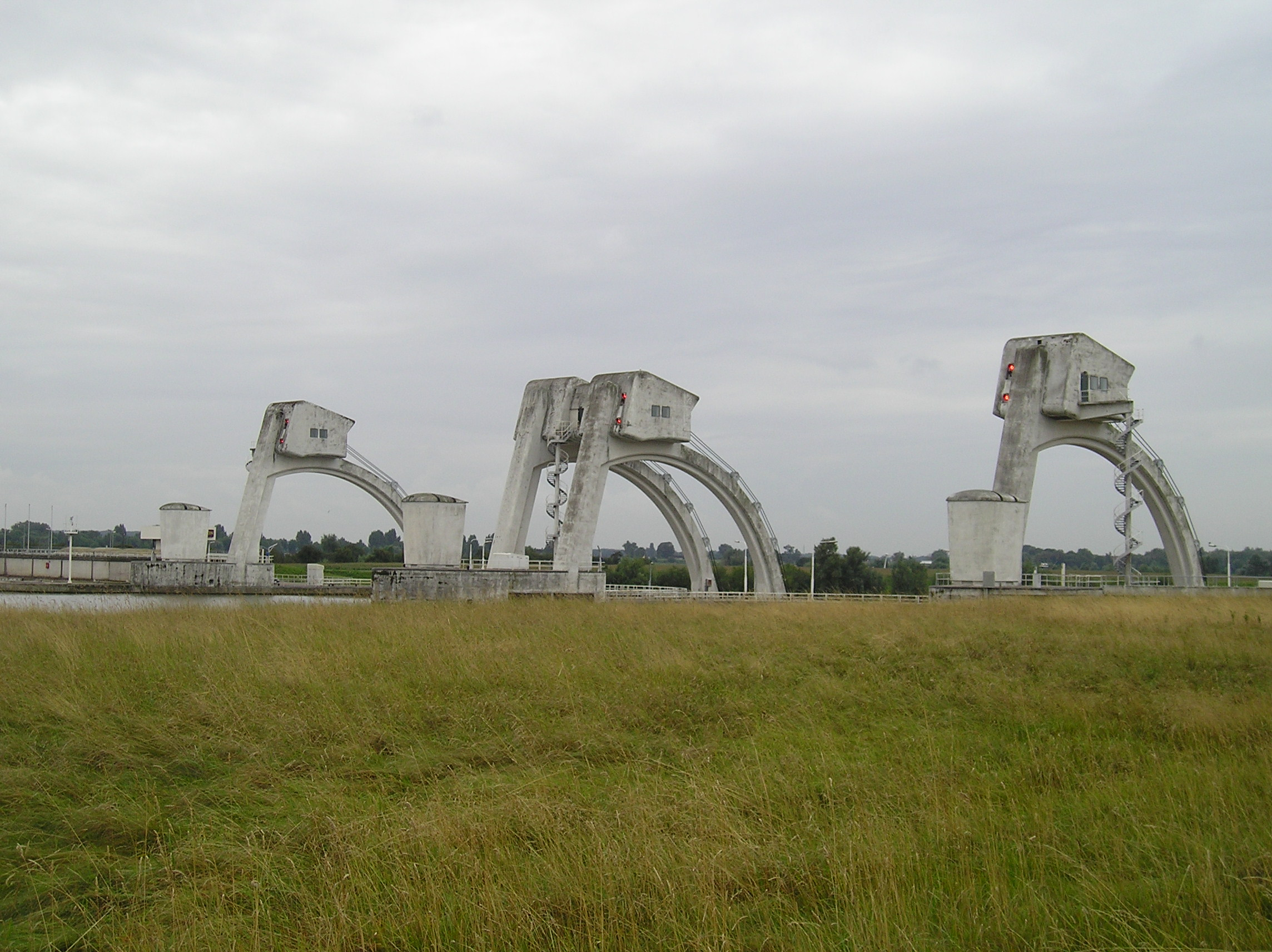
Overzicht
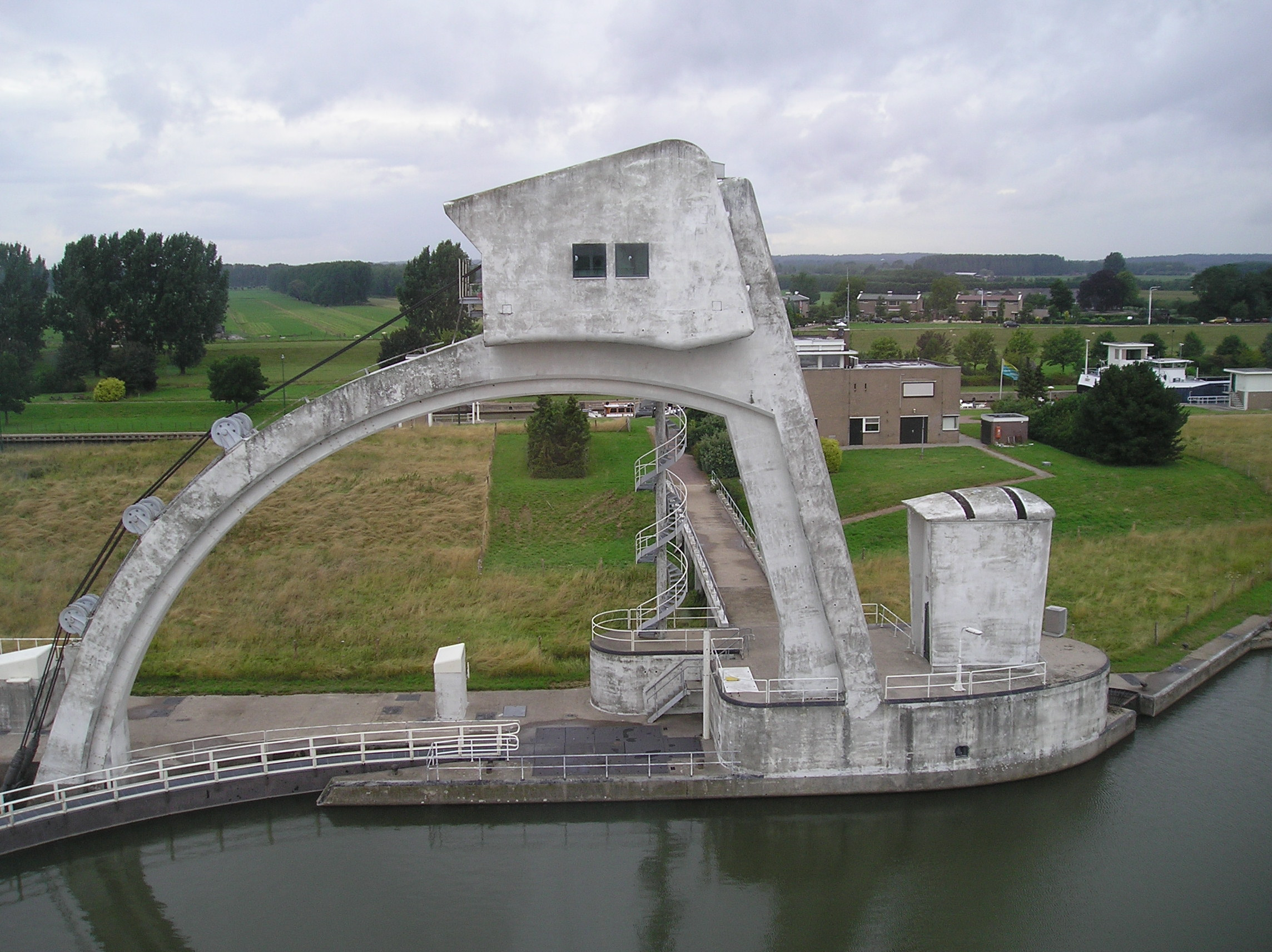
Stuw
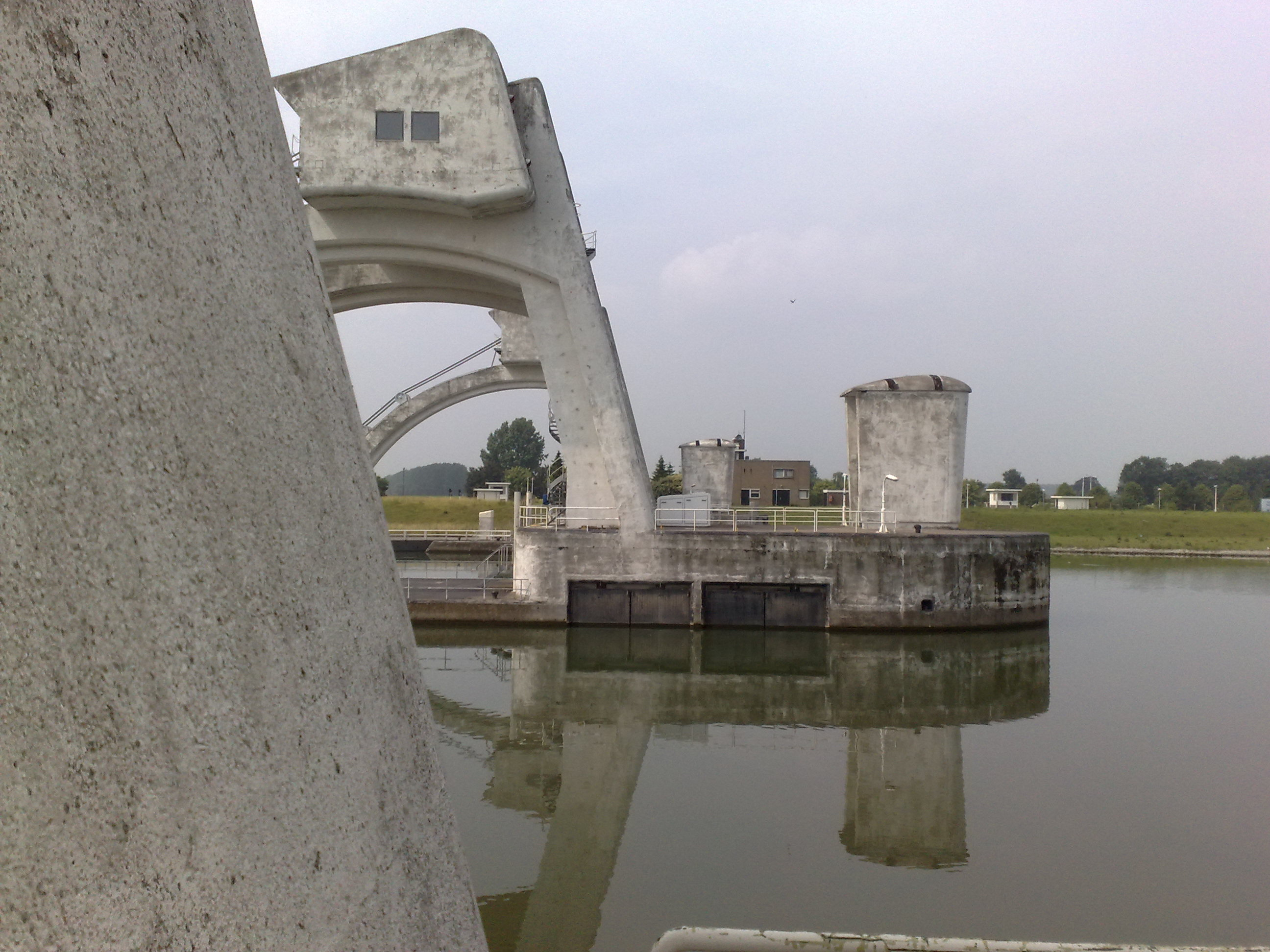
Stuw en bedieningsgebouw
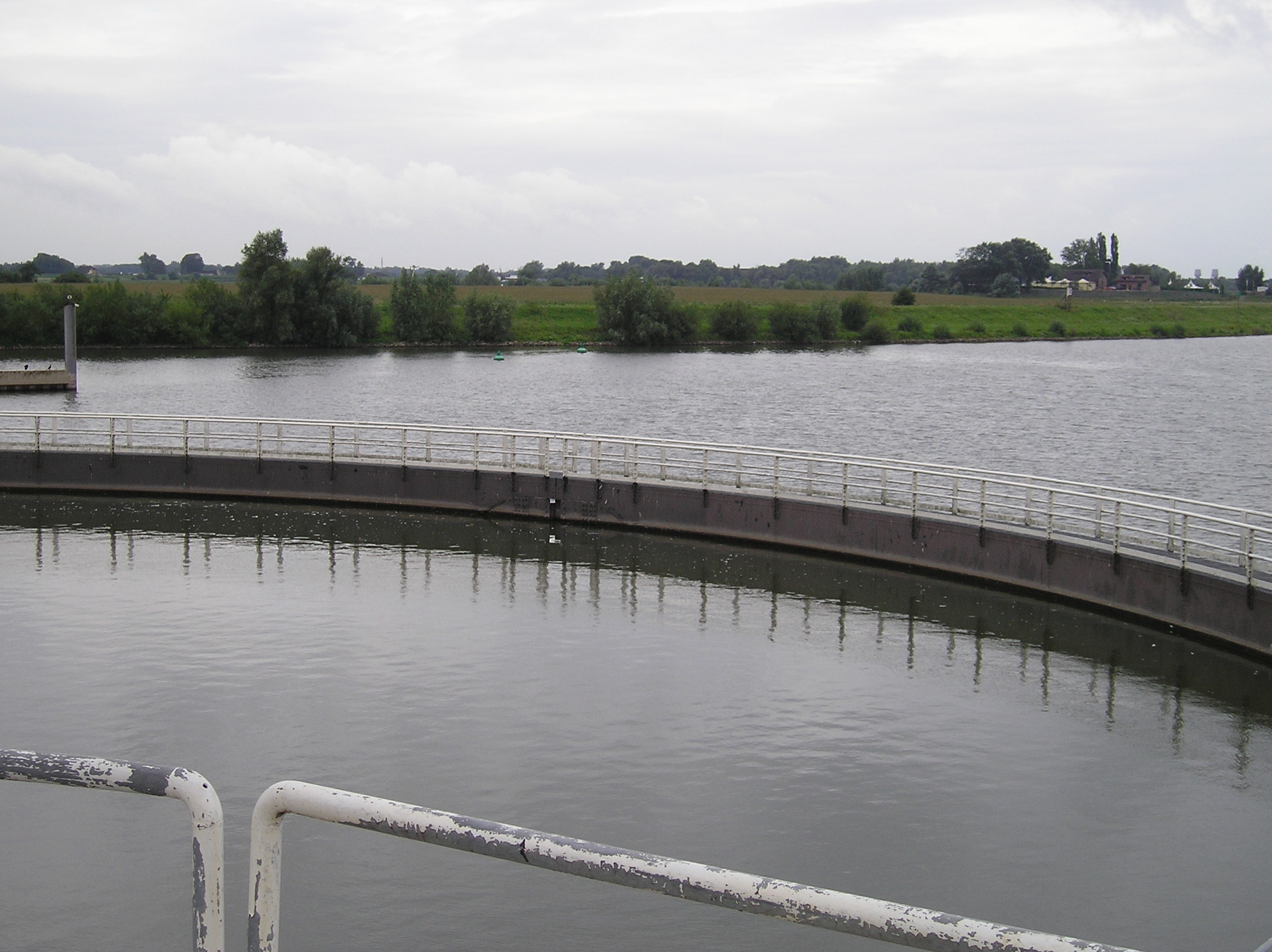
Gesloten stuw
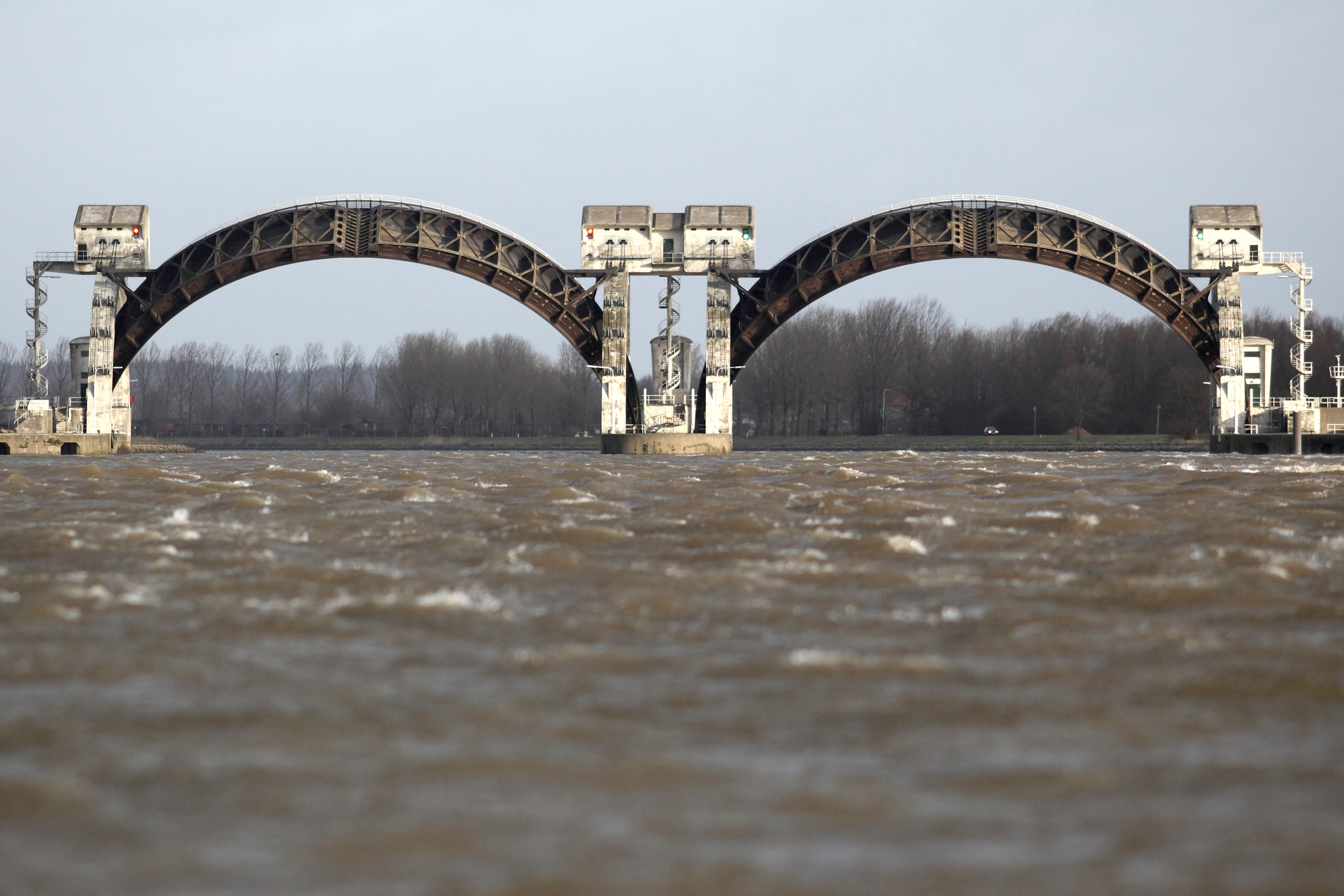
Geopende Stuw
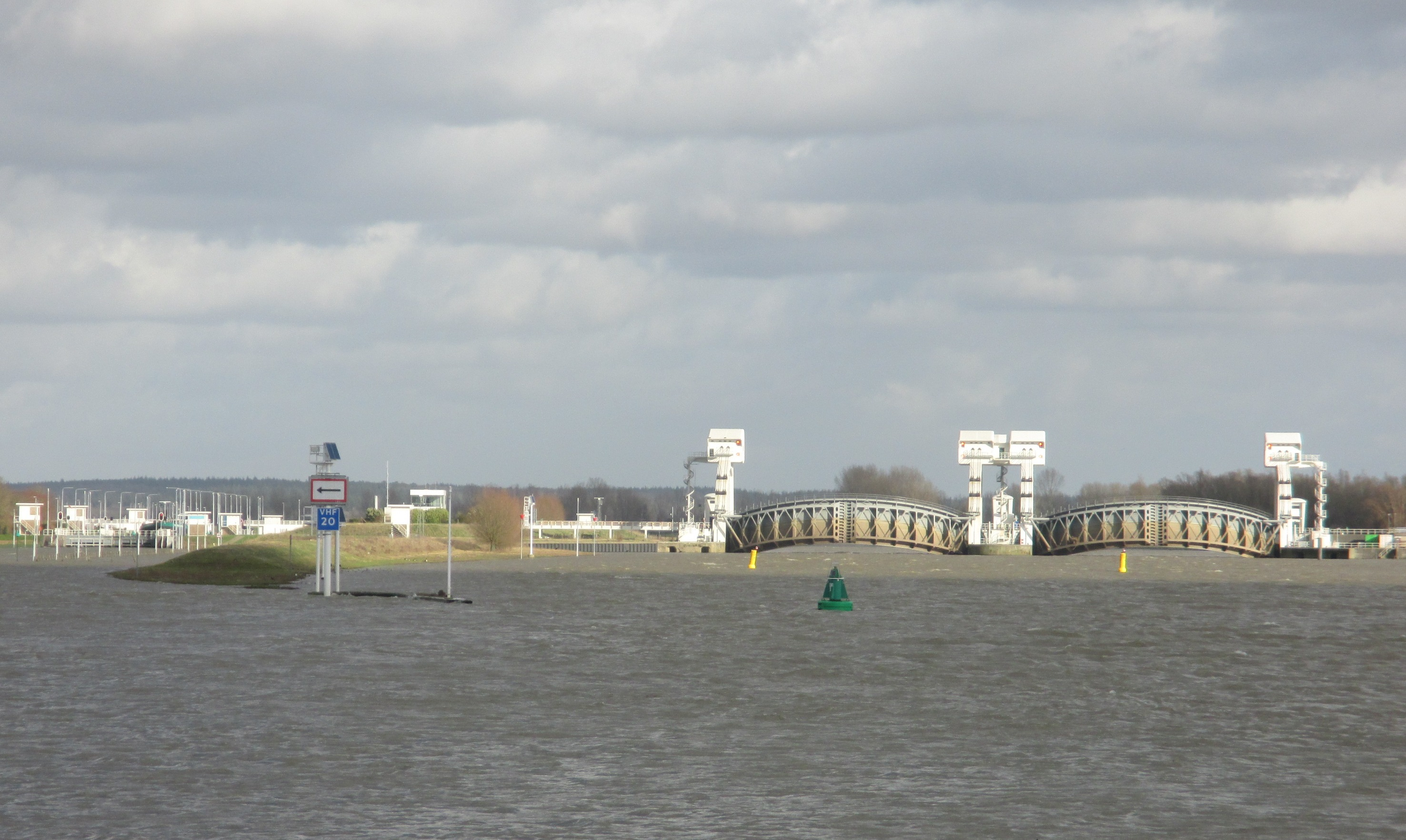
Half geopende vizierschuiven. Achtergrond: Amerongse Berg
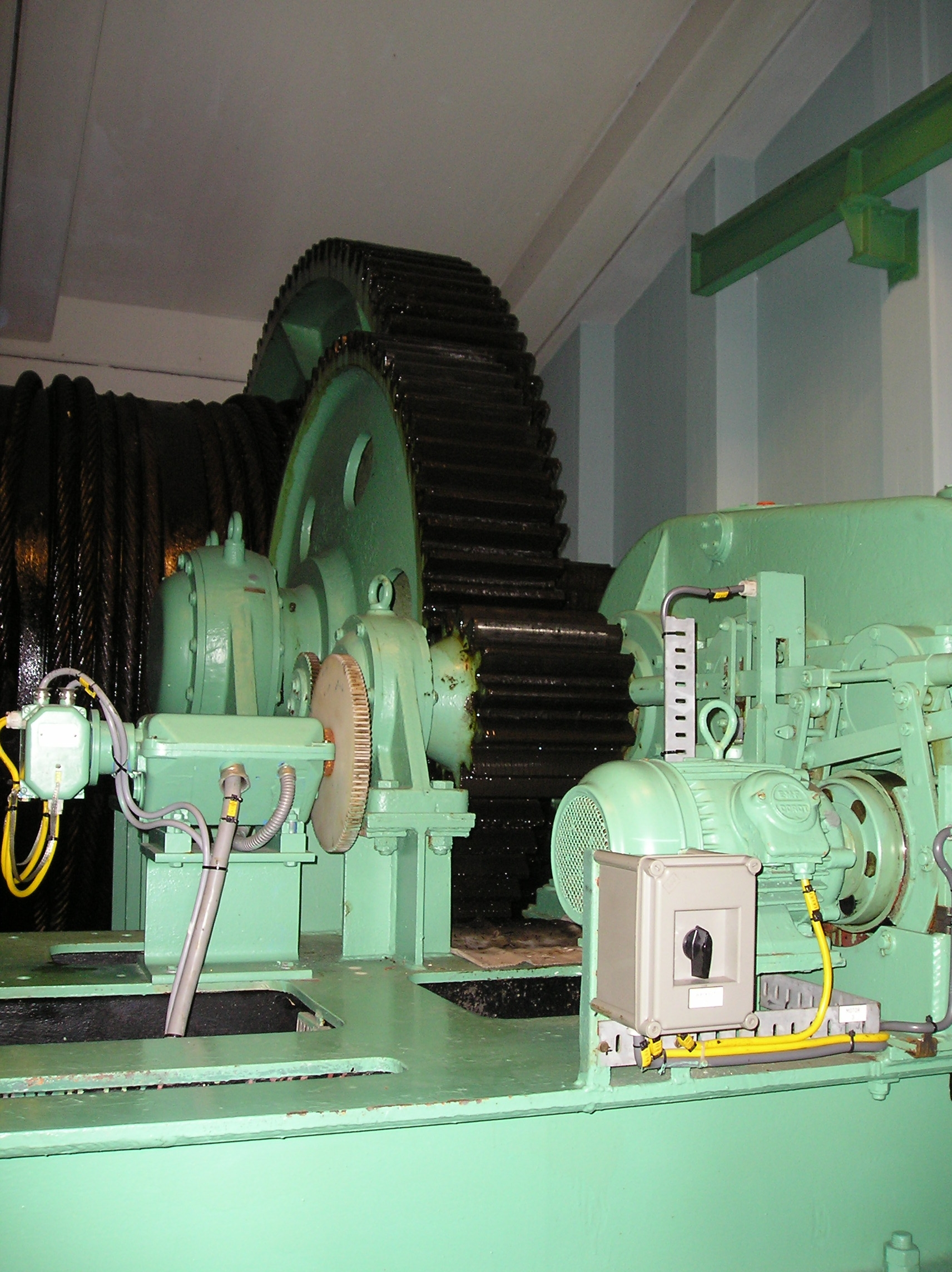
Machinekamer
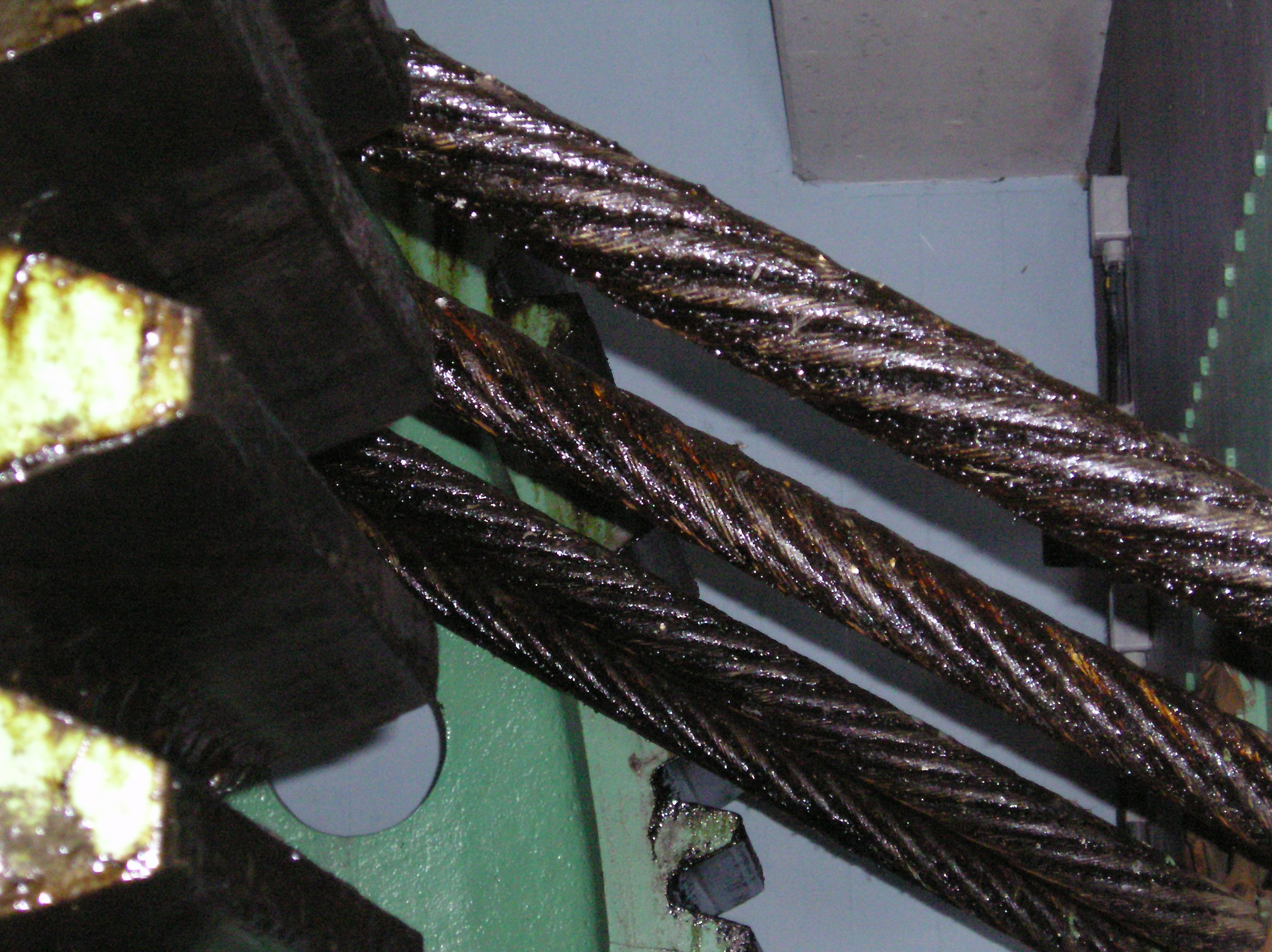
Kabeldoorvoer van machinekamer naar buiten
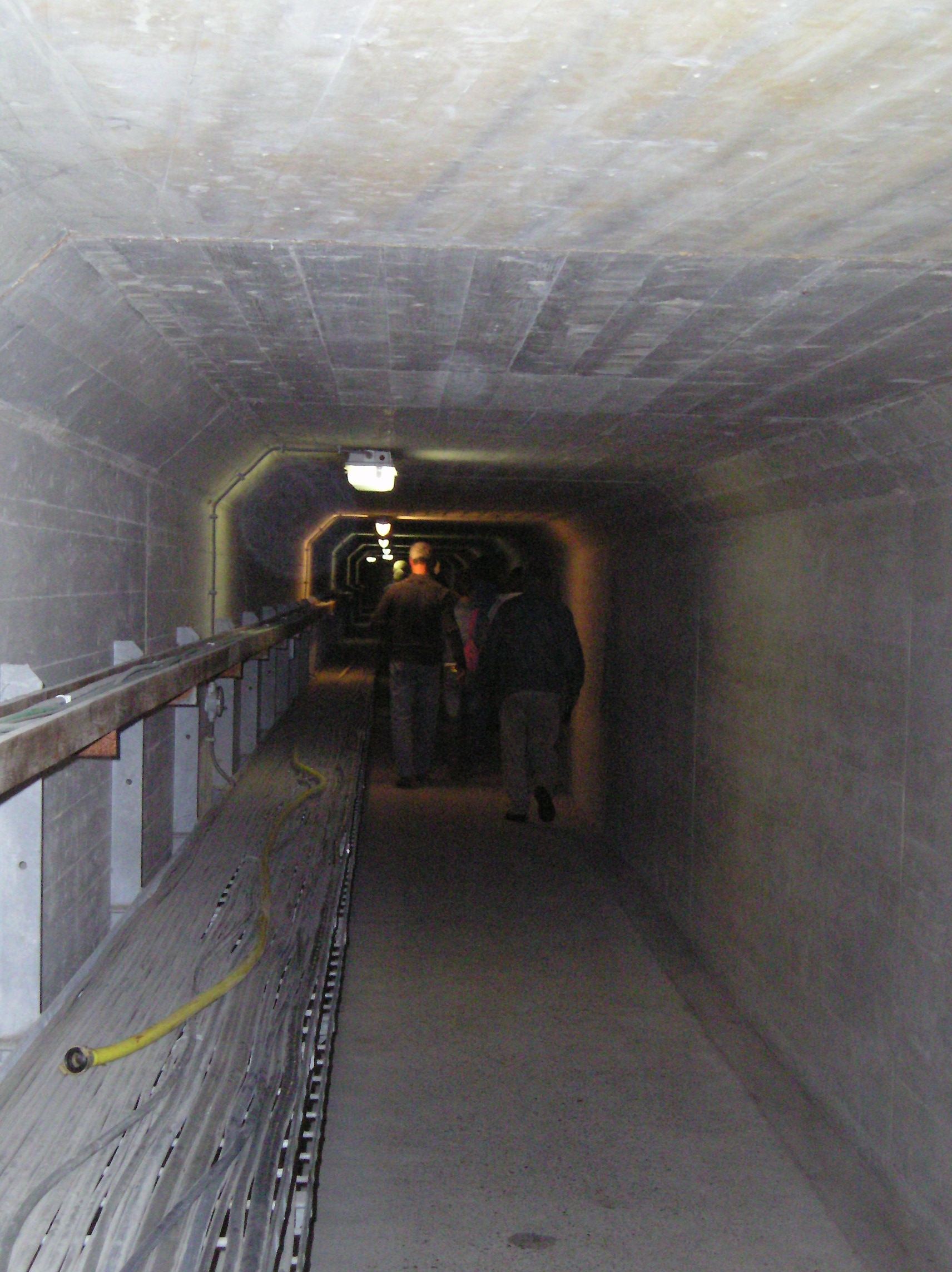
Tunnel
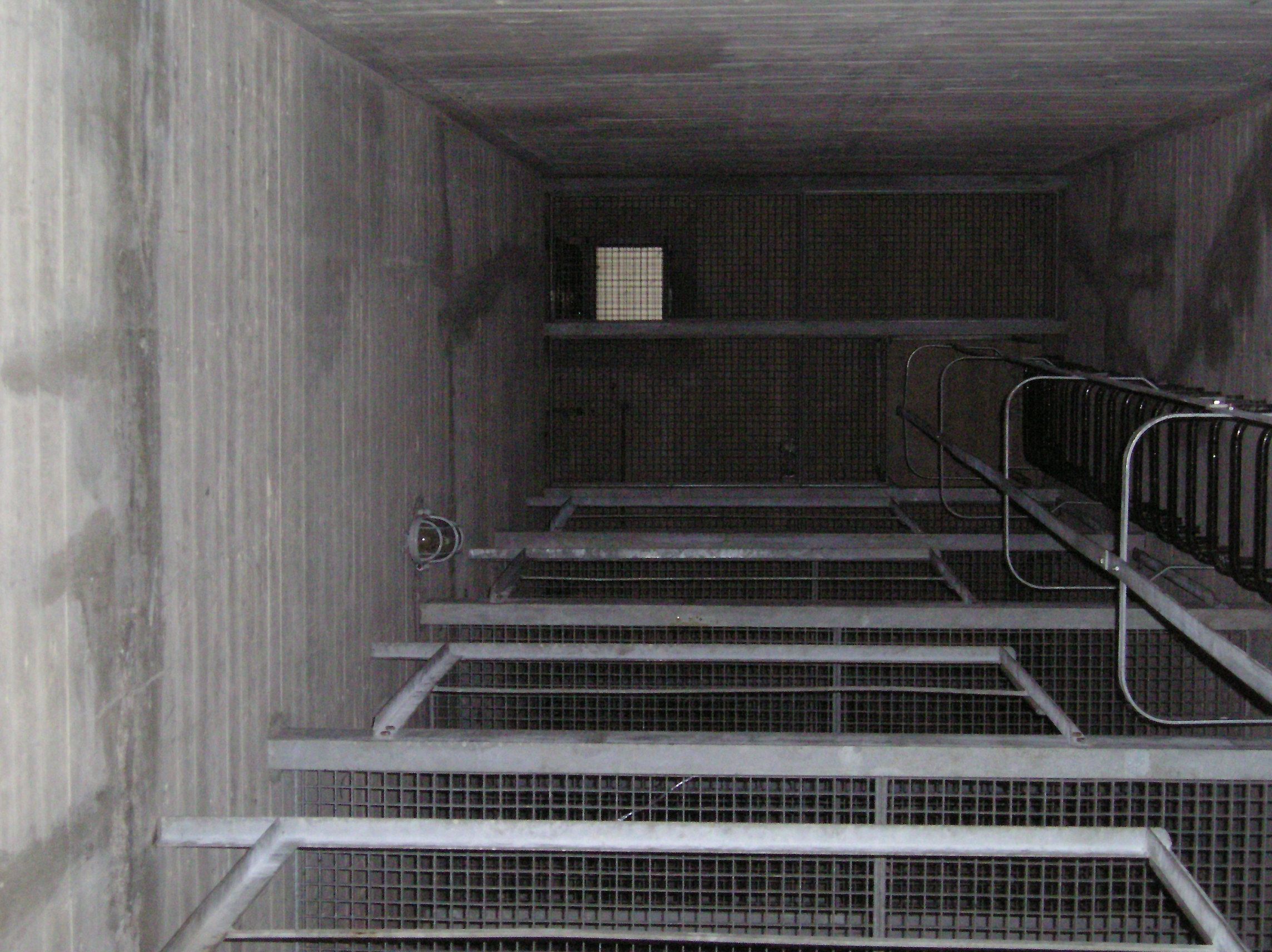
Tunnelschacht

## Sluis

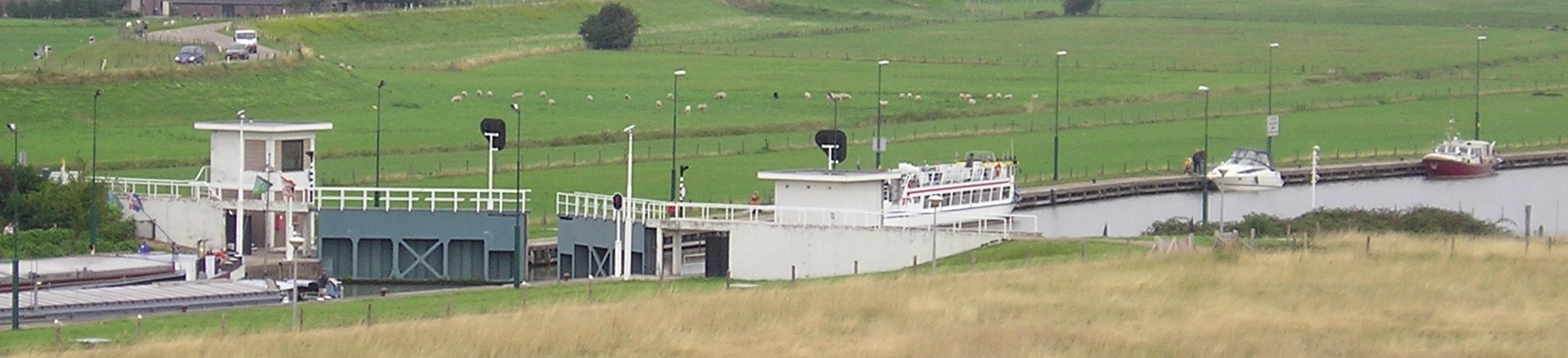
schutsluis

Om het scheepvaartverkeer door te laten is naast de stuw een sluis gebouwd. Lengte 260 m, met tussendeuren te verdelen in een kolk van 152,5 m en een kolk van 90 m. De wijdte is 18 m. Diepte sluisdrempel bovenkant NAP –1 m. Tussen- en benedendrempel NAP –1,75 m. De sluis is via de marifoon aan te roepen op VHF-kanaal 20. Er liggen geen bruggen over de sluis.

## Waterkrachtcentrale
In 1988 bouwde Nuon de hydrocentrale of Waterkrachtcentrale Maurik direct ten zuiden van het Stuwcomplex Amerongen. Deze centrale heeft een vermogen van 10 MW en produceert jaarlijks 24 GWh elektriciteit. Dat is genoeg voor ongeveer 8.000 huishoudens.

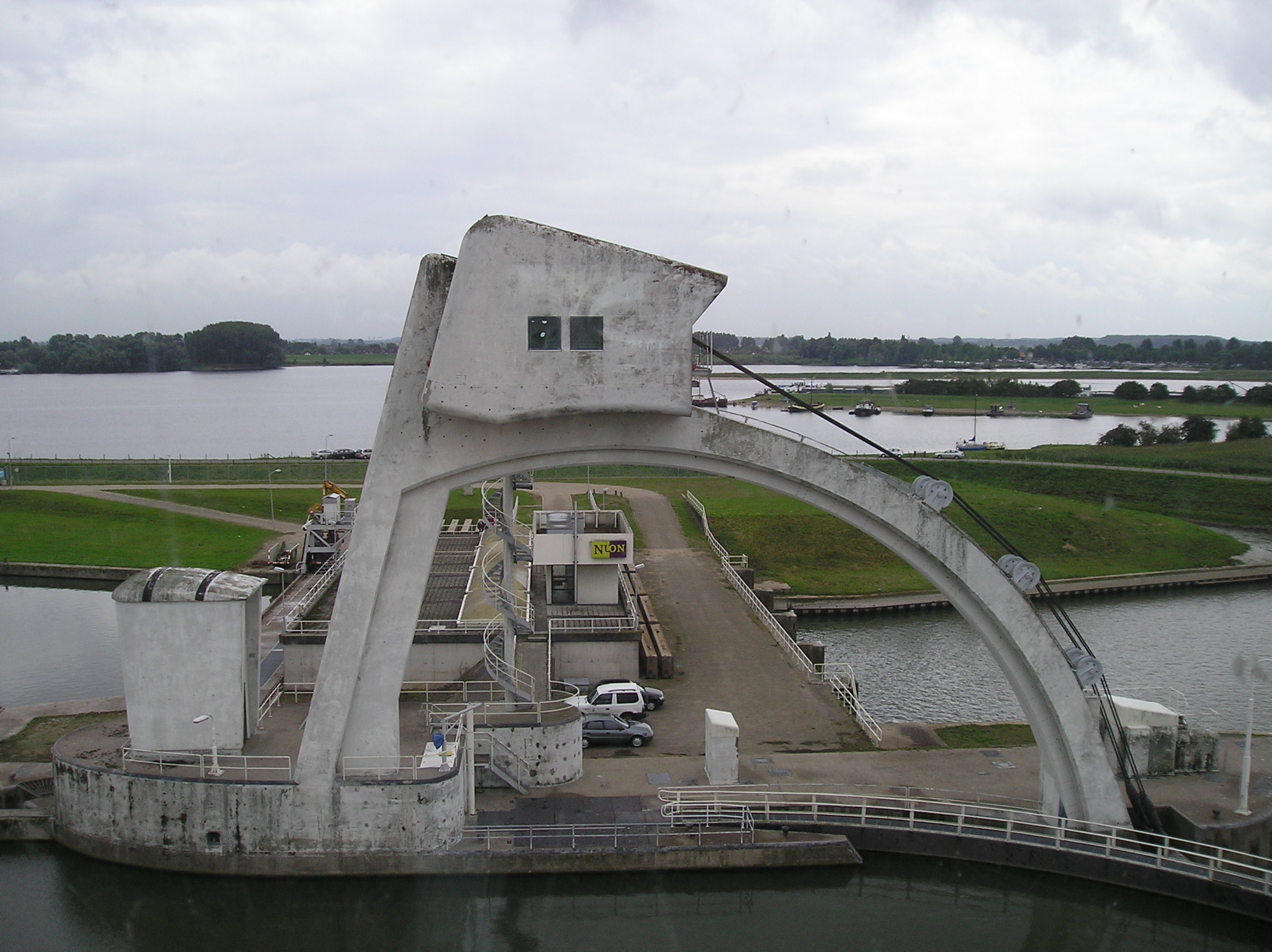
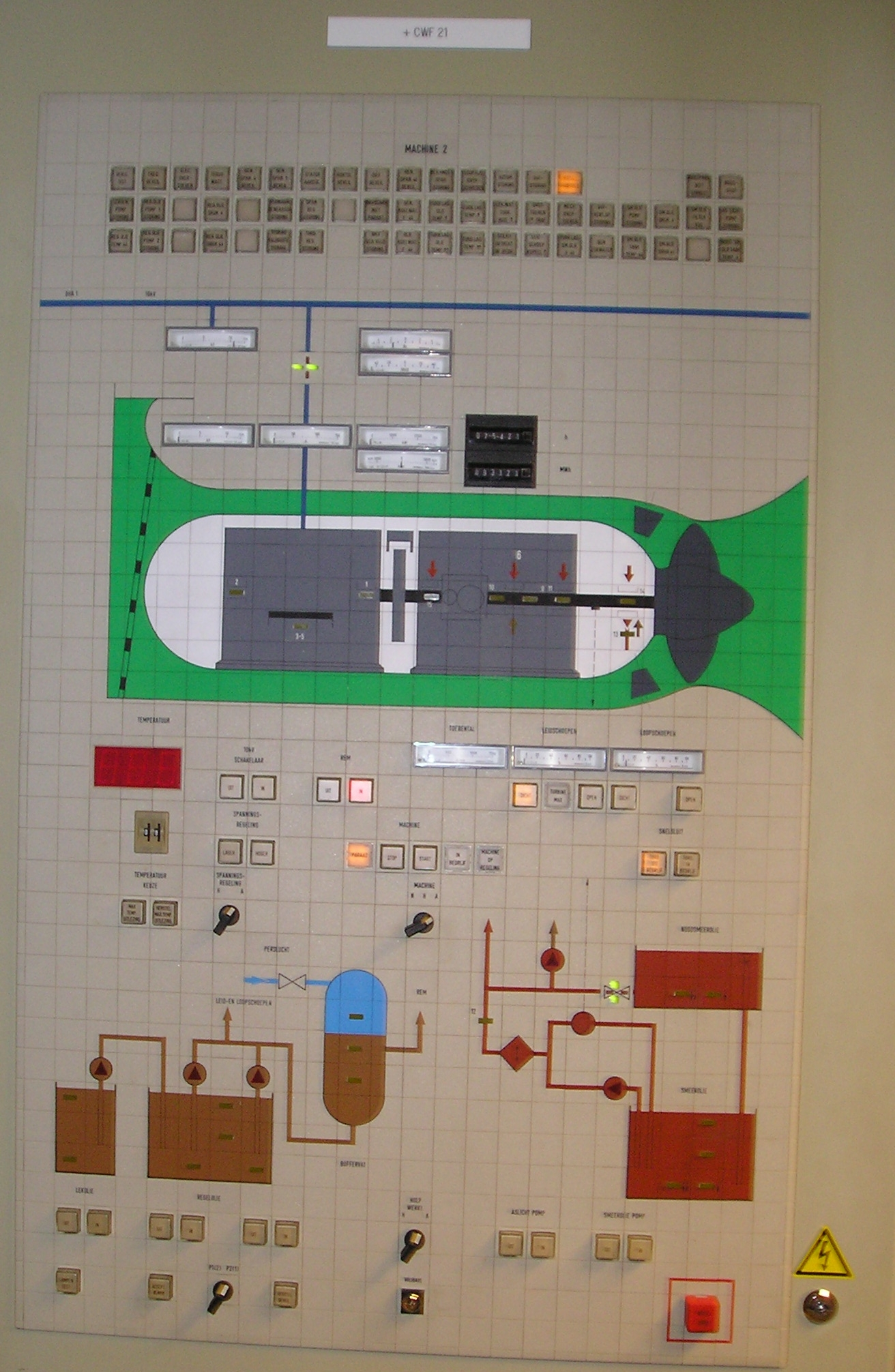
Bedieningspaneel
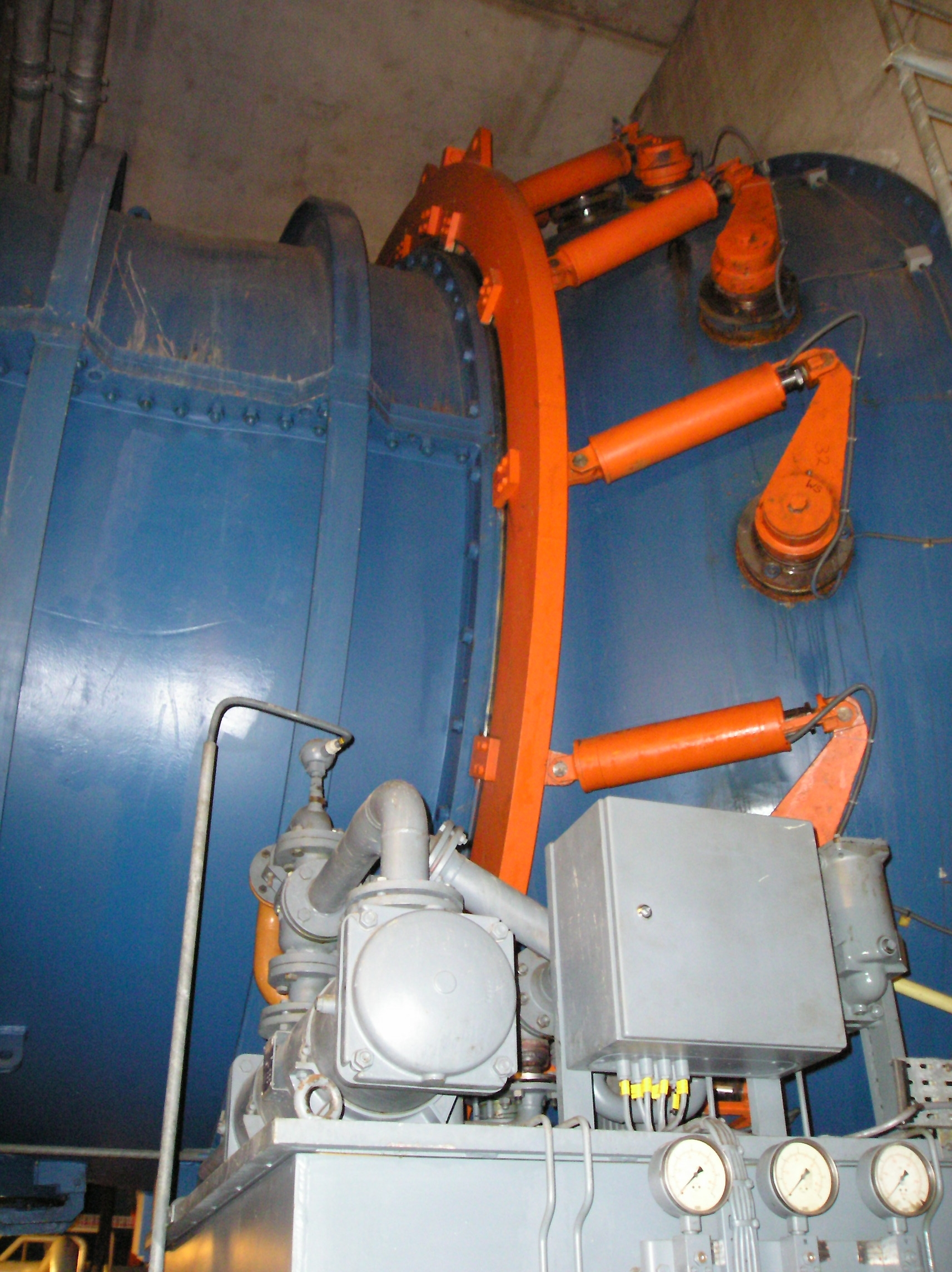
Waterinlaat
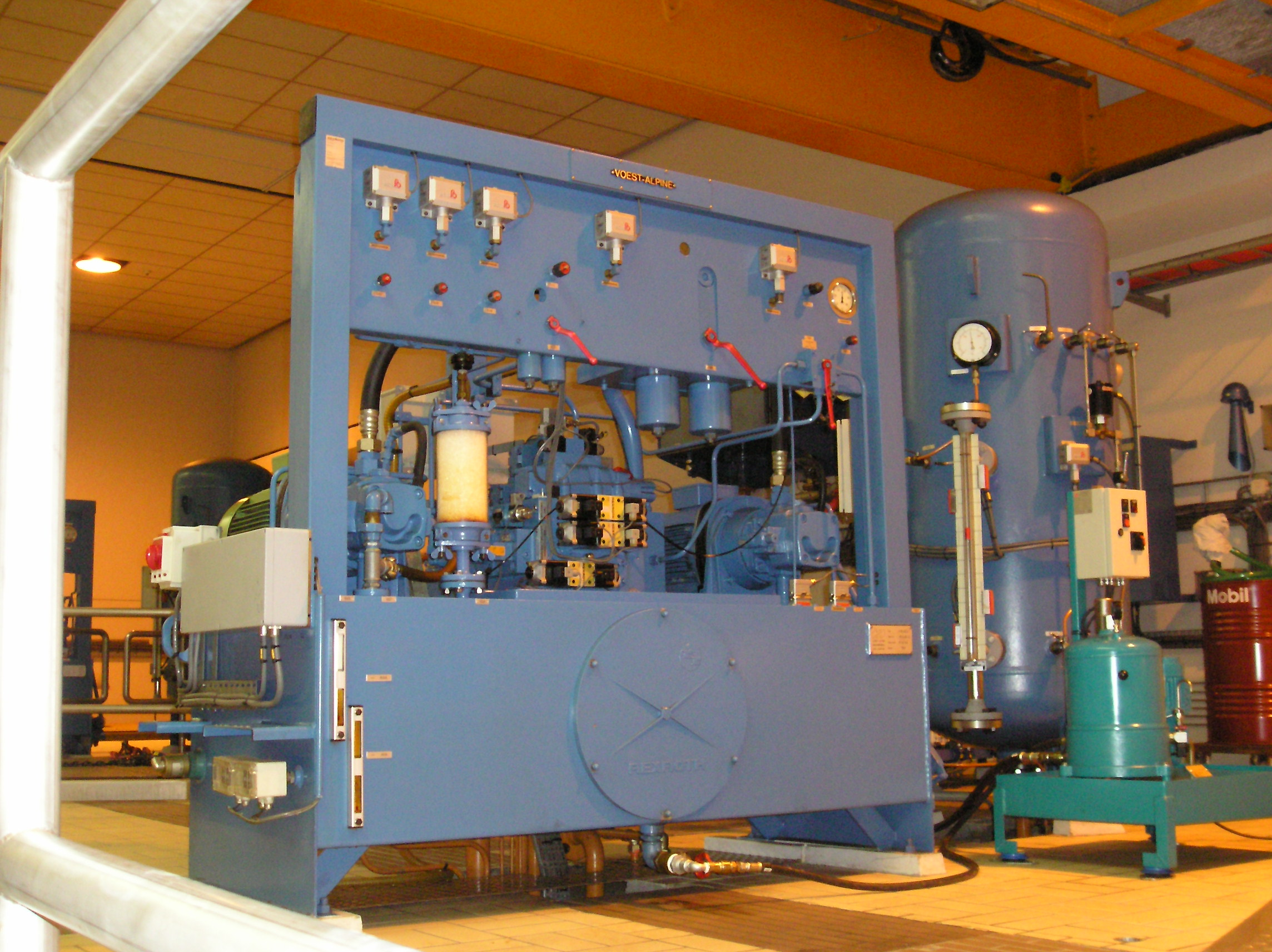

## Vistrap

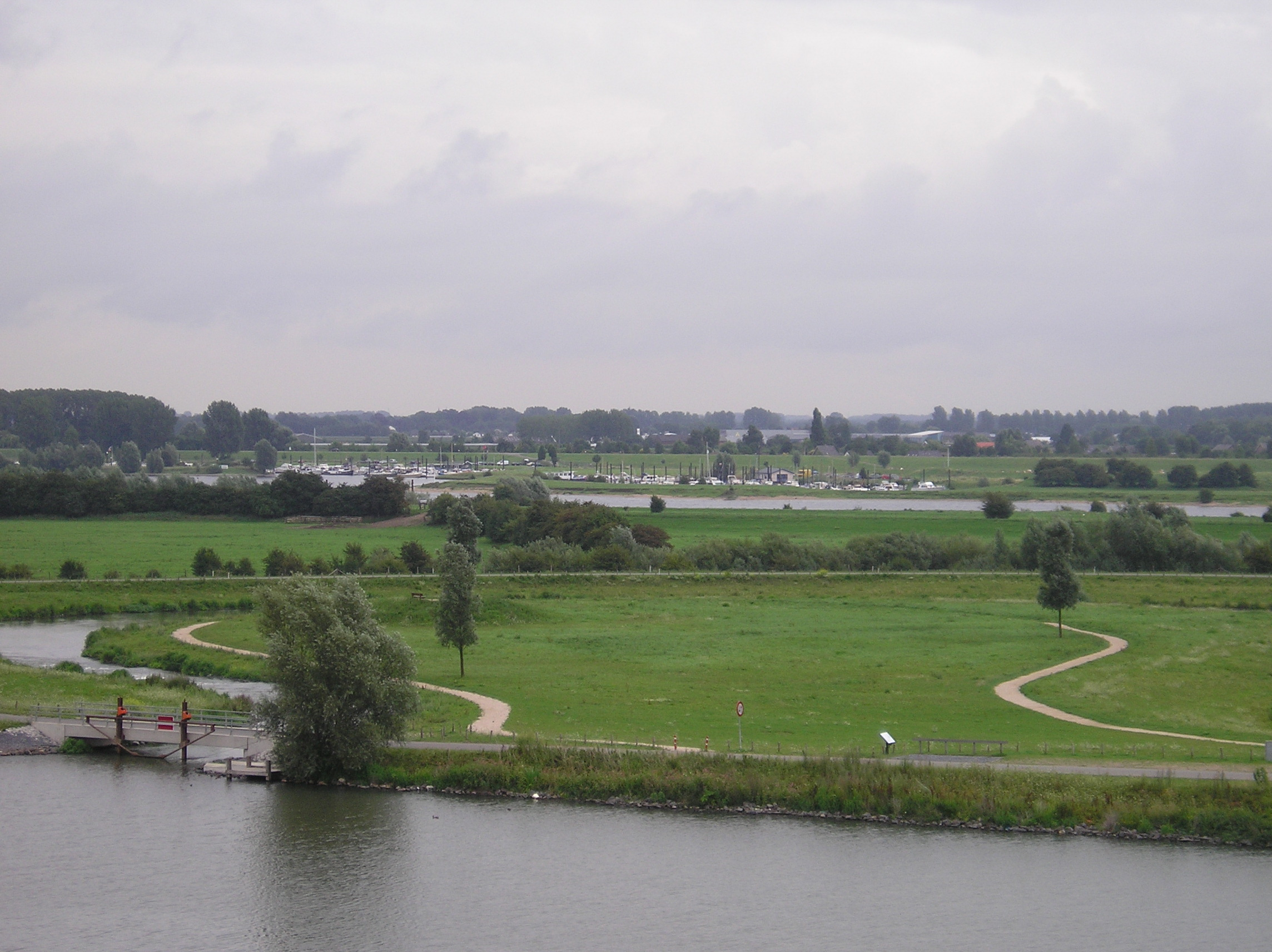
Vistrap

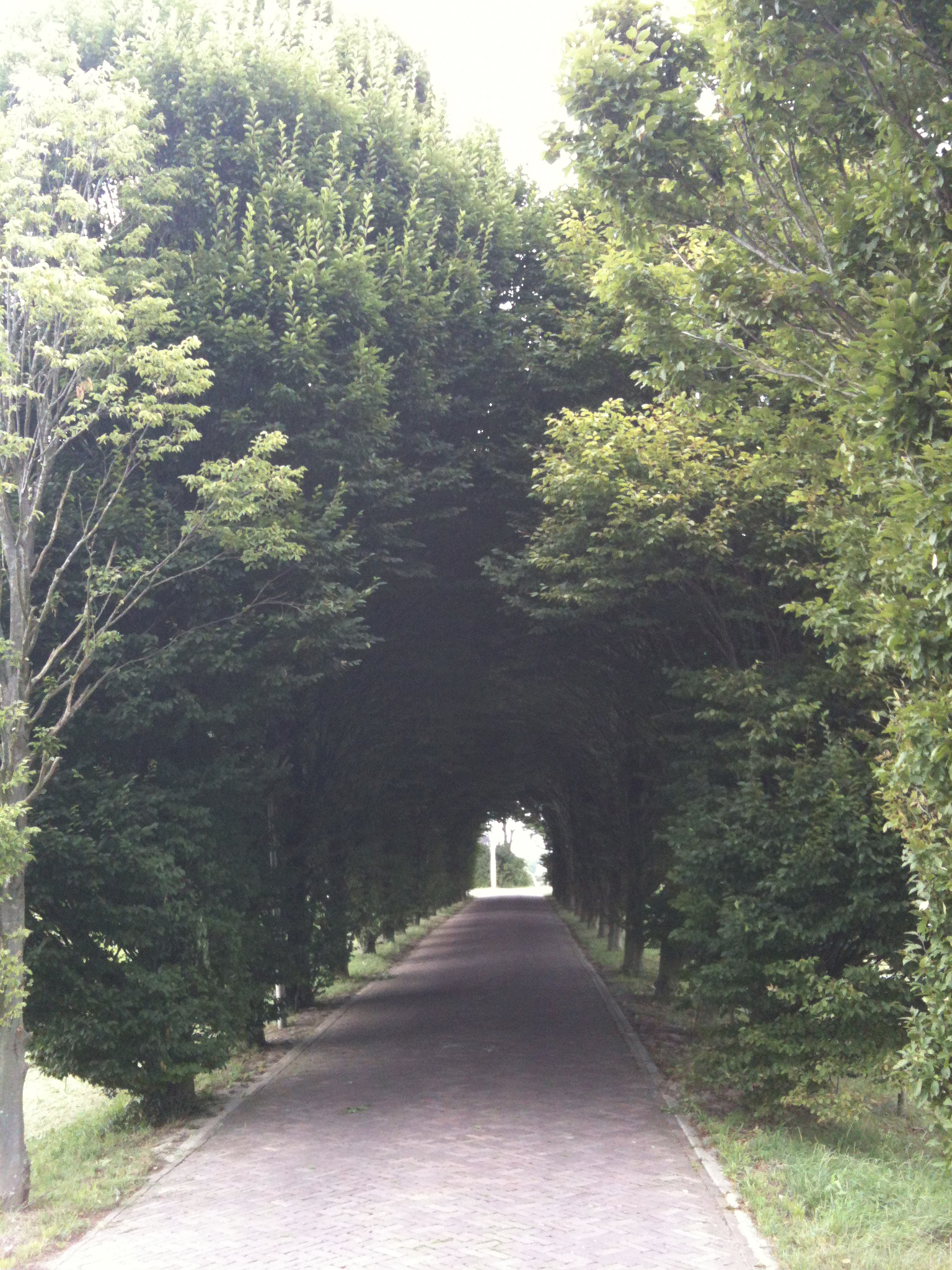
Bomengang toegangspad, augustus 2013

De vistrap of vispassage maakt het voor trekvis mogelijk om stroomopwaarts de Nederrijn op te zwemmen, aangezien dit niet kan via de stuw of de waterkrachtcentrale. De vistrap bestaat uit bekkens met een hoogteverschil van 16 cm onderling. De passage in Amerongen bestaat uit 24 bekkens. De vis zwemt tegen de stroom op en springt telkens naar een hogergelegen bekken.

## Onderhoud
Om het onderhoud efficiënt te kunnen uitvoeren en de beschikbaarheid te kunnen waarborgen werd het werk- en opslagterrein Rosandepolder ingericht. Dit terrein was in 1972 gereed en is optimaal ingericht voor de opslag en mobilisatie van reservematerialen zoals sluisdeuren en afdichtingschotten.
In het voorjaar van 2018 werd het hele complex gerenoveerd.